# 알렉산드르 보로딘

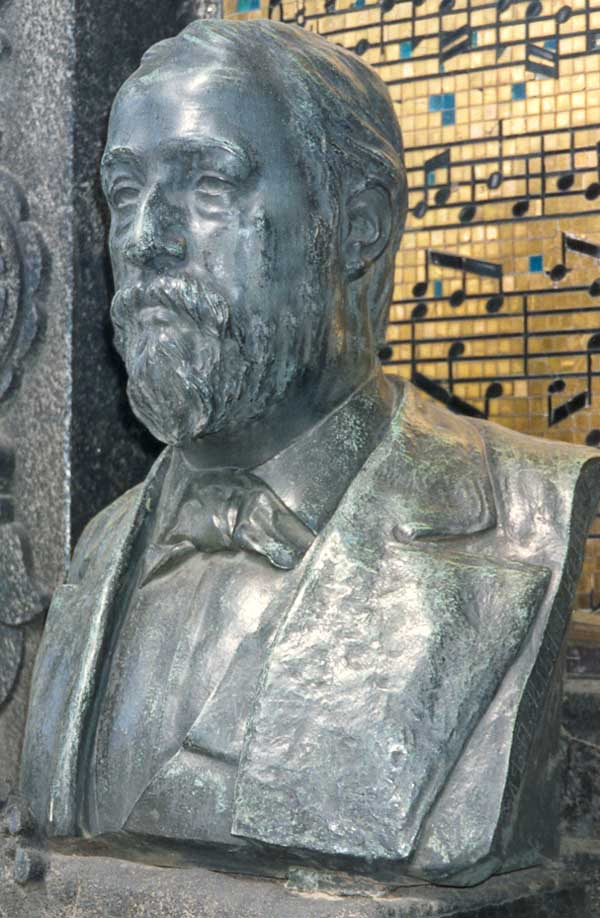
알렉산드르 보로딘의 흉상.

알렉산드르 포르피리예비치 보로딘(러시아어: Алекса́ндр Порфи́рьевич Бороди́н, 문화어: 알렉싼드르 뽀르피리예비츠 보로진, 1833년 11월 12일 - 1887년 2월 27일)은 일생을 화학자로서 살았던 러시아의 작곡가이다. 러시아 5인조의 한 사람이다.

## 생애
그는 상트페테르부르크에서 조지아의 귀족 루카 게데바니슈빌리(Luka Gedevanishvili)의 사생아로 태어났다. 어려서부터 음악과 자연과학에 흥미를 느껴 상트페테르부르크의 의과 학교에 들어갔다. 1863년 밀리 발라키레프를 사사하기 전까지 작곡을 정식으로 배우지 못했다.
졸업 후 모교의 교수로 있으면서 학생들에게 의학을 가르치는 동시에 작곡도 하였다. 1859년부터 3년간의 유럽 여행을 통해 서구의 음악을 직접 접할 수 있었다.
1869년에 발라키레프는 보로딘의 1번 교향곡을 지휘했고 같은 해에 보로딘은 두 번째 교향곡의 작곡을 시작했다. 새 교향곡의 초연은 실패였지만, 1880년 프란츠 리스트가 독일에서 공연을 추진했고 이는 러시아 밖에서 보로딘의 인지도를 얻게 해 주었다.
1869년에 보로딘은 이고리 공이라는 오페라에 착수했다. 이 작품은 그의 작품중 가장 중요한 것이라고 여겨진다. 그 중의 《Polovtsian Dances》는 단일 작품으로도 연주되며, 그의 작품 중 가장 잘 알려진 작품이다. 하지만 화학자 일이 너무 많아서 오페라 작업이 느려지게 되었고, 결국 유작으로 남겨져 니콜라이 림스키코르사코프와 알렉산드르 글라주노프에 의해서 완성된다.
보로딘은 현재 작곡가로 널리 알려져 있지만 알데하이드의 연구 등 화학자로서의 업적도 있다. 그 자신이 말했듯이 “일요일 작곡가”였기 때문에 당대의 작곡가만큼 다작은 아니었지만 그래도 대중적인 교향시 《중앙아시아의 초원에서》, 두 개의 현악 사중주와 많은 가곡과 피아노 소품을 남겼다. 그는 세 번째 교향곡에도 착수했었지만 완성하지 못한 채 사망했다. (후에 두 개의 악장을 글라주노프가 완성했다.)
보로딘은 러시아 상트페테르부르크의 알렉산드르 넵스키 수도원에 위치한 티흐민 공동묘지에 안장되었다. 작품으로 오페라 <중앙 아시아의 초원에서>, 실내악 <현악 4중주>, 가곡 <바다의 왕녀> 등이 있다.

## 같이 보기
- 러시아 5인조